# Pizieux
Pizieux é uma comuna francesa na região administrativa do País do Loire, no departamento de Sarthe. Estende-se por uma área de 4.51 km². Em 2010 a comuna tinha 71 habitantes (densidade: 15,7 hab./km²).